# Watchmen
|  | Si cerqueu altres usos, vegeu Watchmen (sèrie de televisió). |

Watchmen (lit. ‘Vigilants’) és un còmic de superherois estatunidenc escrit per Alan Moore, dibuixat per Dave Gibbons i acolorit per John Higgins, tots tres britànics. Fou publicat per DC Comics els anys 1986 i 1987, en una sèrie limitada de 12 números, i compilat el 1987. Watchmen erigí d'una història que Moore proposà a DC que incloïa superherois que la companyia havia adquirit de Charlton Comics, però com que l'argument proposat hauria deixat un excés de personatges inutilitzables per futures històries l'editor Dick Giordano convencé Moore de crear personatges originals.
Moore emprà la història com a mitjà per reflectir les ansietats contemporànies i per desconstruir i parodiar el concepte de superheroi. Watchmen té lloc en una ucronia en què els superherois emergiren als Estats Units en els anys 40 i 60; la seva presència els feu guanyar la Guerra del Vietnam i impedí l'escàndol Watergate. El 1985, el país està a punt d'immergir-se en la Tercera Guerra Mundial conta la Unió Soviètica, mentre que s'han il·legalitzat els justiciers emmascarats independents i la majoria d'ells estan retirats o treballen pel govern. La història se centra en el desenvolupament personal i els dilemes morals dels protagonistes, que retornen a la tasca empesos per l'assassinat d'un superheroi patrocinat pel govern.
Estructuralment, Watchmen segueix un patró al llarg de la sèrie: nou vinyetes per pàgina, sovint amb algunes fusionades entre si. Al final de cada número, exceptuant l'últim, hi apareix un suplement fictici en prosa que contribueix en el rerefons de la història; a més, un còmic de pirateria fictici titulat Tales of the Black Freighter, que llegeix un dels personatges, va apareixent al llarg de la narrativa. De vegades transmès de forma no lineal, l'argument salta a través del temps i l'espai i inclou certes escenes i diàlegs paral·lelitzats a través de la sincronia, la coincidència o la reiteració d'imatges i temàtiques.
Watchmen fou un èxit comercial i ha estat aclamat per la crítica, tant de còmics com general; molts crítics i analistes la consideren com una de les obres més destacades de la literatura del segle xx. La revista Time la reconegué com una de les 100 Millors Novel·les en llengua anglesa publicades des del 1923 i The Comics Journal la situà a la posició 91 al top 100 còmics del segle xx. La BBC la descrigué com «el moment en què els còmics cresqueren.»
Després d'un seguit d'intents d'adaptar el còmic a una pel·lícula, el 2009 es publicà Watchmen del director Zack Snyder. Una sèrie de videojocs, Watchmen: The End Is Nigh, es publicà aquell mateix any coincidint amb l'estrena de la pel·lícula. El 2012 DC Comics publicà Before Watchmen, una sèrie de còmics que actuen com a preqüela de la sèrie Watchmen original, en la qual no s'hi involucraren Moore i Gibbons.

## L'obra

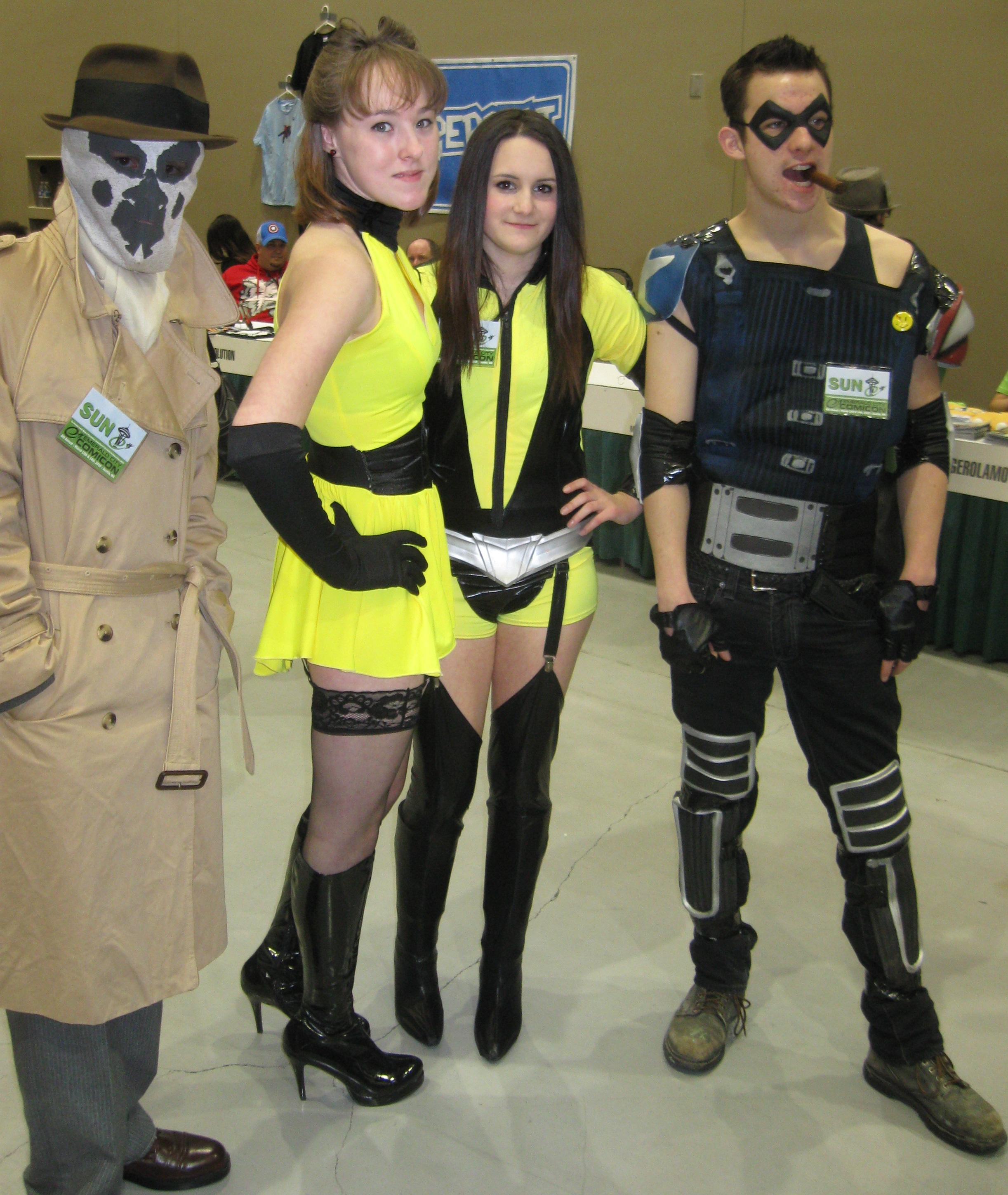
Un grup de joves disfressats dels personatges de Watchmen

Originàriament, la sèrie va sorgir com una forma de presentar de nou al públic els personatges de la desapareguda Charlton Comics que DC Comics havia comprat recentment, però el projecte d'una nova Lliga de la Justícia de Keith Giffen incloïa alguns d'ells amb un enfocament radicalment diferent. Els autors van decidir crear-ne altres de nous, inspirant-se en els antics. Nite Owl seria l'equivalent de Blue Beetle, així com Rorschach el de Question, el Dr. Manhattan el del Captain Atom, The Comedian era el Peacemaker, Ozimandias va ser Peter Cannon i Silk Spectres era Nightshade. Els personatges de Charlton van ser afegits a la continuïtat de DC Comics mitjançant la saga Crisis on infinity earth, mentre que els de Watchmen no van tornar mai a utilitzar-se.
Els drets d'aquesta obra van ser la causa de la disputa d'Alan Moore amb DC Comics, en què va arribar a jurar que no tornaria a treballar per a ells.
L'obra és apocalíptica i terriblement fatalista, dona una visió fosca i decadent d'un món paral·lel on els Estats Units hauria guanyat la Guerra de Vietnam. Juntament amb The dark knight returns de Frank Miller, va ser l'obra fonamental que va donar lloc a tot un corrent que tractava d'analitzar l'efecte que els superherois podrien tenir en el món real. A més, barrejava sense complexos violacions, cops d'Estat a Sud-amèrica, Vietnam, l'homosexualitat i altres temes anteriorment tabú en el gènere.
Watchmen està plena de detalls autoreferencials, a més d'històries aparentment inconnexes (com el còmic de pirates que apareix mesclat amb la història principal) que contribueixen a crear una tensió en augment, que esclata en l'últim capítol.
És freqüent el desenvolupament de dues o més accions paral·leles relacionades (el còmic que llig un personatge i el que passa al seu al voltant; el moment que viu un personatge i el que està recordant; dues converses simultànies en un espai pròxim...). Així es combina un diàleg que segueix al de la vinyeta anterior, amb la imatge d'una acció distinta. En aquests casos, el text que té un significat per a una d'aquestes accions, sol tenir un altre significat distint, paradoxal o xocant per a les paral·leles.

## Argument
La història està ambientada en l'època de la Guerra Freda, però en un món on hi ha diversos superherois. Excepte el Dr. Manhattan, un home que va adquirir pràcticament l'omnipotència i l'omnisciència a causa d'un accident, tots ells són vigilants urbans sense més superpoders que els que els proporciona l'entrenament o els gadgets tècnics que creen ells mateixos. Després d'anys de lluita contra el crim, la pressió social i una vaga de policies fan que el govern dels Estats Units prohibisquen les actuacions de superherois, ordre que acaten la majoria d'ells. L'existència d'aquests herois ha canviat enormement les condicions de vida a la Terra. El Dr. Manhattan, en posar el seu poder al servei de l'administració dels Estats Units ha trencat el principi de Destrucció Mútua Assegurada i ha ajudat Richard Nixon a ser reelegit. El seu poder sobre els elements químics ha permès una abundància d'heli i d'hidrogen, per la qual cosa es veuen nombrosos dirigibles i cotxes elèctrics.
Paradoxalment, açò ha fet a la Terra més vulnerable a l'holocaust nuclear una vegada que el Dr. Manhattan estiga fora de combat o desmotivat.
La història comença quan The Comedian, un antic superheroi que ara treballa per a la CIA nord-americana, és assassinat. Açò fa que Rorschach, l'únic superheroi (a pesar de no tenir poders) en actiu, obsessionat amb teories conspiratòries i de posar fi al crim, investigue la seua mort, i es plantege la possibilitat d'un "assassí d'herois".
La investigació de Rorschach acaba implicant la majoria dels seus antics companys. Ozimandias és atacat per un assassí, tot i que el derrota i el mata. Laurie, el Silk Spectres farta de la fredor del seu espòs, el Dr. Manhattan, l'abandona i quan aquest és acusat per la premsa en una entrevista televisiva de produir càncer a persones que van passar molt de temps amb ell, s'afarta de la raça humana i se'n va a Mart. La llista de suposades persones amb càncer havia sigut suggerida per Comedian a Moloch, un antic supermalvat (que també hi figurava), poc abans de morir. I quan Rorschach va anar a interrogar Moloch, el va trobar assassinat i amb la policia rodejant la casa.
Laurie comença una nova relació amb el Nite Owl, i finalment decideixen alliberar Rorschach de la presó. Intenten advertir Ozimandias però no poden contactar amb ell. El Dr. Manhattan s'emporta Laurie a Mart per a discutir si l'ajuda o no, mentre els altres revisen l'oficina d'Ozimandias i troben evidències que ell podria estar darrere de tot.
Van a cercar-lo a la seua base a l'Antàrtida, i els ho explica tot. Comedian una vegada s'havia burlat dels súper herois, que es dediquen a tasques mínimes i són incapaços de detenir els grans problemes, com l'amenaça nuclear de la Guerra Freda, i Ozimandias es va prendre el que va dir molt seriosament, i va passar anys des de llavors planejant una forma de salvar la humanitat d'una guerra nuclear. El seu gran pla era destruir la ciutat de Nova York d'una forma tal que semblara un atac extraterrestre, i que obligara la raça humana a unir-se davant la perspectiva d'aquesta amenaça. Comedian se'n va assabentar, i per això va ser Ozimandias mateix qui el va matar. També va arreglar els esdeveniments que van allunyar el Dr. Manhattan de la humanitat, i va fingir el seu intent d'assassinat per a "confirmar" la teoria de Rorschach de l'"assassí de vigilants". I clar, també va matar Moloch i va preparar la trampa amb què es va capturar Rorschach.
Rorschach i Nite Owl no van poder impedir la destrucció de Nova York, ja que va tenir lloc mitja hora abans que arribaren al lloc a "detenir-lo". Llavors van arribar també Laurie i Manhattan. Però a pesar del que Ozimandias havia fet, no podien acusar-lo ni matar-lo (la qual cosa generaria una investigació); ja que el seu genocidi va produir la pau mundial. Tots van estar d'acord, excepte Rorschach, que va ser assassinat pel Dr. Manhattan abans d'abandonar la galàxia.

## Reedicions
L'obra va ser publicada a l'Estat espanyol per Zinco a finals dels anys vuitanta i posteriorment en un únic volum per Norma Editorial. El 2007 Planeta va treure una nova edició Watchmen Absolute amb més extres i una mida més gran que l'original. Cap a final del 2007, Planeta mateix ha tret, al desembre del 2007, la primera traducció de Watchmen en català, serà la mateixa edició absolute que primer havia tret en castellà.
La pel·lícula Watchmen, dirigida per Zack Snyder, va ser estrenada l'any 2009.